# Тейво Пентікяйнен
Те́йво Пентікяйнен (фін. Teivo Pentikäinen; 1917 м. Виборг, нині Російська Федерація — 12 червня 2006, Фінляндія) — фінський математик та актуарій, автор книги «Практична теорія ризику для актуаріїв», почесний професор Гельсінського університету.

## Життєвий шлях
Тейво Пентікяйнен народився в 1917-му році в місті Виборг, нині Російська Федерація тодішня територія Фінляндії у складі Російської імперії. В 1944-му році, у віці 27-ми років він закінчує університет міста Гельсінкі. Роки війни суттєво затримали процес навчання.
Свою другу роботу Пентікяйнен отримав як актуарій у відділі страхування при фінському Міністерстві соціальних справ та здоров’я. Цей відділ відповідав за розробку страхового законодавства як для приватного так і для соціального страхування, а також для страхового нагляду. Починаючи з цього моменту і до самої смерті в  2006 діяльність Пентікайнена була тісно пов’язана зі страхуванням.
Працюючи актуарієм він підготував та в 1947-му році захистив дисертацію на здобуття наукового ступеню доктора філософії. Дисертація присвячена адитивним властивостям алгебраїчних функцій. Після цього він більше цікавився прикладною математикою  та  практичними речами ніж сугубо теоретичними дослідженнями. Наукові результати, отримані Пентікайненом, мають практичну спрямованість, проте, завжди добре аргументовані, уникають емпіричних суджень, використовують складний математичний апарат і містять строгі математичні доведення.
Пентікяйнен майже протягом всієї своєї кар’єри частково викладав в університеті і в 1977-му році був удостоєний звання почесний професор Гельсінського університету.
В 1948-му році він був обраний завідувачем відділу страхування Міністерства соціальних справ та перебував на цій посаді до 1962-го року. Протягом вказаного періоду Пентікайнен грав основну роль у розвитку фінських накопичувальних пенсійних схем. Ці схеми були запроваджені в 1962-му році і досі використовуються приватними страховими компаніями та пенсійними фондами. Він очолював комісію яка розробляла відповідне законодавство, а також очолював комісію яка провела повну реформу діяльності страхових компаній з запровадженням нової системи платоспроможності, що базувалася на нових методах теорії ризику та призвела до розвитку стандартних методів резервування, розвитку методів перестрахування, та, як наслідок, привела до покращення управління резервами компаній.
Пентікяйнен багато зробив для розвитку фінського автострахування та страхування персоналу.
В 1962 Пентікяйнен став першим президентом та CEO (англ. Chief Executive Officer) новоствореної пенсійної страхової компанії Ілмарінен (фін. Ilmarinen) і пропрацював на цій посаді до 1977-го року. Згадана компанія була однією з перших, що застосовували пенсійні схеми, які були розроблені Пентікайненем у період його роботи в Міністерстві соціальних справ.
В 1977-му Пентікайнен вийшов на пенсію, та завдяки наявності вільного часу, він повністю посвятив себе науковим дослідженням. Протягом майже 30 років він активно займався розвитком сучасної теорії ризику.
Пентікяйнен добре розумів, що явні аналітичні моделі не описують належним чином складні страхові процеси і завдяки цьому був одним з перших хто використовував комп’ютерне моделювання та, так звані, чисельні методи Монте-Карло для розв’язку задач теорії ризику.
На початку 1980-х, фінське Міністерство соціальних справ та здоров’я попросило Пентікайнена дослідити платоспроможність фінських страхових компаній, що займалися страхуванням майна. Завдяки цьому, він зібрав навколо себе групу актуаріїв, яка, крім іншого, в 1982-му опублікувала книгу «Платоспроможність страховиків та зрівнювання резервів».
Пентікяйнен опублікував декілька плідних робіт з теорії ризику.Окрім численних статей, в 1955-му році фінською мовою вийшла книжка «Теорія ризику». Згодом ця книжка була істотно перероблена у співавторстві з Бердом (R.  Beard) та Песоненом (E. Pesonen) і у 1969-му була перевидана англійською мовою.
В 1989-му році вийшла його книга «Страхова платоспроможність та фінансова надійність».
Найвідомішою книгою Пентікяйнена (у співавторстві з Крісом Дайкіним (C.D. Daykin) та Марті Песоненом (M. Pesonen)) є книга «Практична теорія ризику для актуаріїв» англ. "Practical Risk Theory for Actuaries", опублікована в 1994, яка, без сумніву, є однією з найбільш знаних книг серед актуаріїв в усьому світі.
Пентікяйнен брав активну участь у публічних дискусіях, публікував статті в актуарних журналах та робив доповіді на міжнародних конференціях протягом шести десятиліть. Він був почесним членом міжнародного інституту актуаріїв та фінського актуарного товариства. В 1984-му році він отримав міжнародну нагороду за найкращу книжку з теорії ризику.
Пентікайнен залишався дуже активною людиною аж до самої смерті в червні 2006.